# Günter Hain
Günter Hain (* 25. Februar 1916 in Görlitz; † 23. April 1997) war ein deutscher Maler, Zeichner und Illustrator in der Lausitz.

## Leben und Werk
Hains Vater war städtischer Angestellter in Görlitz. Schon in der Volksschule zeigte sich Hains zeichnerisches Talent, und er erhielt Unterricht u. a. von Otto Engelhardt-Kyffhäuser und später 1944 in Königsberg von Alfred Partikel. 1932 veröffentlichte die regionale Tageszeitung der NSDAP erste lustig-karikatureske Zeichnungen Hains.
Hain nahm als Soldat der Wehrmacht am Zweiten Weltkrieg teil und lieferte in dieser Zeit Karikaturen für die Frontzeitung. Nach der Entlassung aus der Kriegsgefangenschaft begann er in Görlitz freischaffend als Maler und Zeichner zu arbeiten. Dabei hielt er sich 1948 bei den Arbeitern der Granitsteinbrüche in Königshain auf und zeichnete. Dieses Erlebnis war der entscheidende Anstoß für seinen Weg zum zeichnenden Chronisten, wobei er künstlerisch Autodidakt blieb.
Hain schuf als Wandbilder, Tafelbilder und in Aquarell insbesondere Bilder mit Görlitzer und Oberlausitzer Motiven, porträtierte Görlitzer Persönlichkeiten, illustrierte Kinderbücher und ab 1958 für den Verlag Bild und Heimat Märchenkalender sowie 1965 für das Deutsche Hygienemuseum den Kinderkalender. Er war Illustrator für die Sächsische Zeitung und die Kinder- und Jugendzeitschriften Atze, Frösi, Trommel und Die Schulpost. Von Hain gestaltete Filme für Kinder und Jugendliche wurden von der DEFA auf Color-Bildband (Dia-Rollfilm) publiziert.
Hain wurde in Görlitz später der „Stadtchronist mit dem Zeichenstift“ genannt. 
Arbeiten Hains befinden sich insbesondere im Kulturhistorischen Museum Görlitz und in der Oberlausitzischen Bibliothek der Wissenschaften.

## Ehrungen
- 1979: Kunstpreis der Stadt Görlitz
- 1987: Verleihung der Ehrenbürgerschaft der Stadt Görlitz

## Werke (Auswahl)

### Malerei und Zeichnungen
- Selbstbildnis (Öl; Kulturhistorisches Museum Görlitz)[3]
- Im Steinbruch (Öl, 1953)[4][5]
- Sowjetische Ingenieure besichtigen das Eisenhüttenkombinat Ost (1952/1953, Öl)[6][5]
- An der Bessemer Birne (1952, Tusche)[7][5]
- Flüchtlinge nach Kriegsende (etwa 1980, Aquarell; Kulturhistorisches Museum Görlitz)[8]
- Wochenmarkt Elisabethstraße Görlitz (um 1955/1960, Öl, 46 × 67 cm; Kulturhistorisches Museum Görlitz)[9]
- Besuch Friedrich des Großen in Görlitz (um 1980, Aquarell, 40,5 × 30 cm; Kulturhistorisches Museum Görlitz)[10]

### Baugebundene Werke
- Scraffito an einem Neubau-Wohnhaus (Görlitz, Sattigstraße)
- Mosaik (damalige Oberschule Görlitz-Weinhübel)
- Fliesenmosaik an einem Neubau-Wohnhaus (Görlitz, Büchtemannstraße; mit Karl-Heinz Völker)

### Buchillustrationen
- Siegfried Wagner: Walter und die eisernen Riesen. Der Kinderbuchverlag Berlin, 1952
- Werner Quednau: Die Gefangenen von Murano. Altberliner Verlag Lucie Groszer, Berlin, 1955
- Erika Engel: Geburtstag im Kindergarten. Der Kinderbuchverlag, Berlin, 1955
- Hans Robert Schröter: Lämmchen der Widersacher. Verlag Neues Leben Berlin, 1957
- Herbert George: Ingrid und der große Fund. Herbert Schulze Buch- und Kunstverlag Nachf., Leipzig, 1966
- Schnatteratatt. Jugendland Verlag, 1973 (Hartpappe)
- Ernst Kretzschmar: Geschichten aus Alt-Görlitz. Görlitzinformation, Görlitz, 1984
- Ernst Kretzschmar: Geschichten aus Alt-Görlitz. Görlitzinformation, Görlitz, 1986
- Ernst Kretzschmar: Allerlei aus Alt-Görlitz. Görlitzinformation, Görlitz, 1988
- Paul Mikles: Sagen des Kreises Görlitz und einiger angrenzender Orte. Görlitzinformation Görlitz (mehrere Teile, u. a. 1989)
- Hodscha Nasreddin. Bonus: Läuschen und Riemels. (= Klassiker der DDR-Bildgeschichte Heft 25). Holzhof-Verlag, Dresden 2012.

## Ausstellungen (unvollständig)

### Einzelausstellungen
- 1963: Görlitz, Städtische Kunstsammlungen
- 1976: Görlitz, Städtische Kunstsammlungen. Ausstellung im Kaisertrutz vom 5. September bis 31. Oktober 1976[11]
- 1982: Dresden, Galerie Nord („Junge Künstler: Joachim Bunzler, Günter Hain, Anton P. Kammerer, Dieter Melde, Christine Schlegel“)

#### Postum
- 2016: Görlitz, Oberlausitzische Bibliothek der Wissenschaften (von Hain illustrierte Bücher)
- 2016: Görlitz, Kaisertrutz („Blickfang Görlitz“)

### Teilnahme an Gruppenausstellungen
- 1949: Görlitz, Aula der 10. Grundschule („3. Jahresausstellung Lausitzer Bildender Künstler“)[12]
- 1965: Görlitz, Städtische Kunstsammlungen[13]